# Max Welcker
Max Welcker (* 4. Dezember 1878 in Augsburg; † 30. Juni 1954 ebenda) war ein deutscher Volksschullehrer, Komponist, Organist, Chorleiter, Musikpädagoge und Herausgeber musikalischer Werke.

## Leben
Max Welcker wurde am 4. Dezember 1878 in Augsburg als Sohn einer bekannten Augsburger Musikerfamilie geboren. „Er brauchte nur in die Fußstapfen der Eltern zu treten, um den richtigen Weg einzuschlagen, der ihn zu einem der volkstümlichsten Komponisten Bayerns machte“ (Schwäbische Landeszeitung 1948). Im Musikleben seiner Zeit war er „der Star unter seinen berühmten Kollegen, was die Aufführungen und die Verkaufszahlen anbelangt.“ (Festschrift Musikverlag Anton Böhm & Sohn Augsburg 2003).

### Die Eltern
Sein Vater Robert Welcker (1850 Meuselwitz – 1928 Augsburg) wurde von seinem Onkel, dem Stadtmusikdirektor, Geiger und Komponist Karl Heinrich Welcker (1827 Meuselwitz – 1903 Altenburg) in Altenburg musikalisch unterwiesen.
Von 1869/70 bis 1913 spielte er als 1. Geiger im Städtischen Orchester Augsburg. Für dieses schrieb er zahlreiche Orchesterstücke sowie Zwischenaktmusiken für das Theater oder Konzert.
Des Weiteren war er als Kantor und Organist tätig, spielte bei Beerdigungen auf dem protestantischen Friedhof, gab Violinstunden am St. Anna Kolleg und wirkte bei den Kirchenkonzerten des Domchores als 1. Geiger mit. In den Sommermonaten war er als Mitglied von Kurkapellen in der Schweiz engagiert. 13 seiner eigenen Kompositionen wurden bei verschiedenen Verlagen in Augsburg und der Edition Foetisch/Lausanne veröffentlicht.
Max Welckers Mutter Amalie Welcker, geborene Mayer (1856 Thannhausen an der Mindel – 1933 Augsburg) sang von 1870 bis 1900 zunächst als Sopran, später als Altistin solistisch und im Chor des Augsburger Stadttheaters, im Kirchenchor der katholischen Pfarrei St. Moritz, im Synagogenchor und im Domchor.
1882 heirateten der Protestant Robert Welcker und die Katholikin Amalie Mayer. Sohn Max kam vorehelich zur Welt.

### Kindheit
Bedingt durch die Berufstätigkeit seiner Eltern wuchs der kleine Max bei seinen Großeltern auf. Zunächst besuchte er die katholische Schule von St. Georg und wurde von seinem Vater Robert im Alter von acht Jahren im Violine spielen unterrichtet. Im Alter von 10 Jahren wechselte er in die Domschule (heute Gymnasium bei St. Stephan) und begann mit dem Klavierunterricht. Seine Lehrer waren Johann Baptist Gebele (geb.1860) und Paul Radig (ab 1894 Musikdirektor des Heidelberger Stadtorchesters).

### Ausbildung
Nach sechs Jahren Grundvolksschule in Augsburg wurde Max Welcker von seinen Eltern im Alter von 12 Jahren an die Königliche Präparandenschule nach Mindelheim geschickt, denn er sollte Lehrer werden. Zu seinen Mitschülern gehörten unter anderem Paul Kuen (1878–1963), der später Ehrenmusikdirektor des Allgäu-Schwäbischen Musikbundes wurde und als „Vater“ der schwäbischen Blasmusik gilt und Joseph Haas (1879–1960), der später als Komponist als ein „Joseph Haydn des 20.Jahrhunderts“ bezeichnet wurde. Zu seinen Lehrern in Mindelheim zählten unter anderem der Violinlehrer Christoph Johann Dürr (1857–1915), Ludwig Kiechle (Gesang) und Anton Högg (Harmonielehre). Schon früh leitete Max Welcker den Schüler-Gesangschor, erlernte das Cellospielen und spielte die Orgel in der Jesuitenkirche bei den Schulmessen. Mit 15 erhielt er sein Abschlusszeugnis.
1894 setzte Max Welcker seine Ausbildung am Königlichen Lehrerseminar in Lauingen/Donau fort. Hier lehrten u. a. Otto Zeitlmann (1833–1915) und der Komponist Karl Deigendesch (1839–1911). Max Welcker wurde auf Grund seiner musikalischen Kenntnisse und organisatorischen Fähigkeiten zum Musikwärter ernannt, überwachte die Einhaltung der Übungsstunden der Seminaristen, verwaltete die Musikalien, spielte auch hier Orgel und dirigierte den Schülerchor. Im Juli 1896 erhielt er sein Abschlusszeugnis und seine Wanderschaft als junger Lehrer begann.
1896/97 und von 1899 bis 1906 war Max Welcker an der Musikschule Augsburg angemeldet und erhielt Klavierunterricht bei Prof. Fritz Spindler sowie Kontrapunkt und Musiktheorie bei Prof. Wilhelm Weber, dem Leiter der Musikschule. Bei den Prüfungskonzerten im Augsburger Börsensaal trat er als Pianist solistisch und als Klavierpartner von Sängern, Instrumentalisten und dem Chor auf.

### Der Lehrer
In den folgenden Jahren unterrichtete Max Welcker als junger Lehrer in Hagneubach, Welden, Augsburg, Oberreute, Hainhofen, Hergensweiler und Haunstetten. Neben seiner Lehrtätigkeit gab er Klavierstunden und spielte bei Gottesdiensten die Orgel. Er wirkte bei Veranstaltungen als Pianist und Begleiter mit, trat bei Feierlichkeiten „theatralisch“ auf und spielte Violine im Orchesterverein Hergensweiler.
Im Oktober 1900 bestand er seine Anstellungsprüfung in Augsburg. Danach arbeitete er hier als Volksschullehrer (1901 Pestalozzischule, 1908 Schule St. Ulrich, 1917-1944 Schule St. Max) und in Krumbach (Volksschule 1944-1948). Er wurde 1904 als Lehrer im Schuldienst zum Beamten auf Lebenszeit ernannt, stieg bis zum Konrektor (ab 1941) auf und wurde 1948 nach 52 Dienstjahren im Alter von 69 ½ Jahren pensioniert.

### Der Mensch und Familienvater
Max Welcker war, geprägt durch sein Elternhaus, ein die katholische Religion mit Überzeugung praktizierender Mensch. Er schätzte seine Eltern sehr. Die Familie war ihm wichtig. Er wanderte gern und reiste im Laufe seines Lebens nach Italien, Österreich, Schweiz, Belgien, Schweden und durch ganz Deutschland, blieb seiner Heimat Schwaben aber stets verbunden.
Im Oktober 1908 heiratete Max Welcker in erster Ehe seine Lehrerkollegin Leopoldine Straßer (1881 Thannhausen-1939 Augsburg) in Krumbach.
1913 wurde seine Tochter Maria († 1999) in Augsburg geboren. Sie wuchs behütet auf, besuchte das Lyzeum des Englischen Institutes, studierte später Klavier in Karlsruhe und arbeitete als Musiklehrerin. 1937 heiratete sie den aus Augsburg stammenden Ludwig Johann Kolland (1909–2001) und machte ihren Vater mit der Geburt ihrer Söhne Hubert (geb.1945) und Herbert (geb.1950) zum zweifachen Großvater.
Ab 1916 wohnte Max Welcker mit seiner Familie in Augsburg in der Müllerstr. 18 und leistete von August 1916 bis März 1917 seinen Militärdienst als Fußartillerist im Ersten Weltkrieg, den er unbeschadet überstand.
Anfang des Jahres 1928 verstarb unerwartet sein Vater Robert an einem Lungenödem. Der Tod seines Vaters traf ihn schwer und Max Welcker trauerte fast ein Jahr.
Pfingsten 1931 erkrankte Max Welcker an einer Blinddarmentzündung mit Lungenentzündung. Die Erholung dauerte Monate. Anfang November 1933 verstarb Max Welckers Mutter Amalie im Alter von 77 Jahren an einem Unglücksfall. Der plötzliche Tod der Mutter traf den Familienmenschen Welcker ähnlich heftig, wie der Tod des Vaters.
Während der NS-Zeit war Max Welcker politisch nicht engagiert. Er sah sich nach Hitlers Machtergreifung jedoch mehrfach veranlasst, sich den neuen Verhältnissen anzupassen. Zum 1. Dezember 1937 trat er der NSDAP bei. Nach dem Zweiten Weltkrieg wurde er im Entnazifizierungsprozess 1947 als Mitläufer eingestuft.
Im März 1939 verstarb nach langer Krankheit seine geliebte Frau Leopoldine im Alter von 77 Jahren. Er suchte Trost in seinem tief verwurzelten Glauben, verfiel dennoch in eine große und tiefe Traurigkeit. Zwei Jahre später lernte er Anna Breunig, verwitwete Kaiser (1889–1975) kennen und heiratete sie 1941 in Augsburg.
Kriegsbedingt musste Max Welcker 1943 seine beruflichen Tätigkeiten in Augsburg einstellen. Die Familie überlebte die verheerende Zerstörung Augsburgs am 25./26. Februar 1944 und flüchtete zunächst nach Wertheim zu Verwandten. Der Verlust seiner zerstörten Augsburger Wirkungsstätten traf ihn tief und er erkrankte an Nervenschwäche. Mitte März fand er mit seiner Frau Unterkunft bei der Familie seines Schwiegervaters Straßer in Krumbach/Schwaben und unterrichtete ab 19. April 1944 an der Volksschule Krumbach. Weihnachten 1946 schrieb er für seinen Enkel Hubert seine Lebenserinnerungen nieder.
Am 1. Juli 1948 wurde er pensioniert. Zu seinem 75. Geburtstag erfolgten Ehrungen durch den Liederkranz Krumbach und den Verlag Anton Böhm & Sohn Augsburg. Am 20. Mai 1954 erkrankte Max Welcker schwer, verstarb am 30. Juni und wurde am 2. Juli auf dem Augsburger Westfriedhof zu Grabe getragen. Zu seinem Tod kondolierten neben Verwandten und Freunden auch seine Berufskollegen Arthur Piechler, Otto Jochum und Joseph Haas.

### Der Chorleiter
Im Laufe seines Lebens leitete Max Welcker zahlreiche Chöre. Darunter von 1899 bis 1911 leitete den Sängergesellschaft „Einigkeit“ Haunstetten. Von 1901 bis 1911 dirigierte er das „Sängerkränzchen“ des Vereins „Katholisches Kasino“ in Augsburg und führte mit diesem Chor seine ersten eigenen Kompositionen auf. Von 1912 bis 1930 leitete Max Welcker die 1868 gegründete Sängergesellschaft „Lyra“. Zum 60-jährigen Bestehen des Chores widmete Ehrenchormeister Max Welcker dem Chor sein op.119.1 „Töne laut, du goldne Leyer“ (Text: Hans Nagel). Von 1923 bis 1943 dirigierte er den Kirchenchor der Pfarrei St. Max, Augsburg.
Von 1945 bis 1954 war er Chorleiter des Liederkranz Krumbach/Schwaben. 1954 dirigierte er in seinem letzten Konzert „Der Rose Pilgerfahrt“ von Robert Schumann, legte seinen Taktstock nach 60-jähriger Tätigkeit als Chorleiter nieder und wurde zum Ehrenchormeister ernannt.

### Der Komponist
Beeinflusst durch seine Musiklehrer komponierte Max Welcker seine ersten Werke während seiner Ausbildung am Königlichen Lehrerseminar in Lauingen/Donau. Sie wurden zwar aufgeführt, erschienen aber nicht im Druck.
Im Mai 1902 erschien beim Musikverlag Anton Böhm & Sohn Augsburg das Marienlied „O heiligste der Frauen, Maria sei gegrüßt“. Mit dieser ersten Veröffentlichung begann die Zusammenarbeit zwischen Max Welcker und dem für ihn wichtigsten Musikverlag. In den folgenden Jahrzehnten erschienen 495 weitere Werke bei Anton Böhm & Sohn Augsburg. Darunter befinden sich auch 50 Bearbeitungen anderer Komponisten und 23 Sammlungen, bei denen Max Welcker als Herausgeber fungierte.
Von 1901 bis 1943 war Max Welcker Mitglied der Liedertafel Augsburg. Das in diesem Chor herrschende künstlerische und menschliche Niveau beflügelten ihn als Komponist. In dieser Zeit schrieb er über 150 geistliche und weltliche Werke für Männerchor und erweiterte so die Literatur für Männerchor ganz erheblich. Zu einer „Gedicht-Kompositions-Konkurrenz“ der Liedertafel reichte er seine beiden Kompositionen „Sonnaschei“ und „Gretele“ ein und beide erhielten einen 1. Preis. Er vertonte Texte des Liedertafelpoeten Adam Rauh und von seinem Freund Max Vogt, stellvertretender Chorleiter der Liedertafel von 1905 bis 1936. Einige seiner Kompositionen wurden durch die Liedertafel aufgeführt und bei den veranstalteten Sängertreffen des Chores knüpfte Max Welcker immer wieder Kontakte zu Chorleitern und Chören, denen er viele seiner Werke widmete.
Ab 1904 bereiste er mindestens zweimal im Jahr die Länder Europas und nutzte ab 1908 viele seiner Reisen durch Deutschland, Österreich und die Schweiz auch beruflich zur Verbreitung seiner Kompositionen. In den nächsten Jahrzehnten lernte er auf diese Weise mehrere hundert Chorleiter, Lehrer, Geistliche, Organisten u. a. kennen und knüpfte Kontakte zu 21 verschiedenen Musikverlagen, die ab 1912 insgesamt 104 Kompositionen von ihm veröffentlichten.
Im Sommer 1910 fand die Weltausstellung Brüssel International statt und Max Welcker besuchte seinen Großcousin Karl Hermann Felix Welcker (1858–1943) in Brüssel. Er war königlicher Musikdirektor und leitete den Deutschen Männergesangverein in Brüssel und die deutsche Liedertafel in Antwerpen. Felix versuchte Max davon zu überzeugen, den Lehrerberuf aufzugeben und sich ganz der Musik und dem Komponieren zu widmen und bot an, ihn zu unterrichten. Doch Max Welcker lehnte ab, denn er fühlte sich in Augsburg als Schullehrer und in seinem Umfeld sehr wohl.
Nach dem Ersten Weltkrieg beschäftigte sich Max Welcker vielfach mit dem bekannten Weihnachtslied „Stille Nacht! Heilige Nacht!“. Er griff das Lied immer wieder auf und stellte es in größere Zusammenhänge. Er verarbeitete „Stille Nacht“ in vier doppelchörigen Kompositionen (op.81.1-3 und „Stille Nacht: O schönstes aller Lieder“), wobei zwei Melodien und deren dreistrophige Texte gleichzeitig mit- und gegeneinander gesungen und gespielt werden. Darüber hinaus bearbeitete er „Stille Nacht! Heilige Nacht!“ in seinem op.59 „Weihnachtslegende“, op.113.3 „Weihnacht: Lichterglanz vom Himmelszelt“ und die Originalmelodie von Franz Gruber als vierstimmigen Männerchor a capella in Es-Dur. Außer seinen Stille-Nacht-Verarbeitungen komponierte Max Welcker mehr als 40 Weihnachtslieder, 13 Weihnachtsspiele für Kinder, drei Klavierstücke für die Jugend op.88.5, die Deutsche Adventsmesse op.96, das Weihnachtsevangelium nach dem Evangelisten Lukas op.159.1, die Vesper zum hochheiligen Weihnachtsfest op.169, zwei Offertorien und 10 Bearbeitungen von Werken anderer Meister.
Anfang der 1920er Jahre begann Max Welckers Zeit der großen Schaffenskraft. Es entstehen weit mehr als 150 Kompositionen und zahlreiche Bearbeitungen von Werken anderer Meister (Händel, Haydn, Mozart, Schubert, Rheinberger, Ett, Kempter u. a.). Die Zusammenarbeit mit dem Münchner Humoristen Weiß Ferdl (1883–1949) begann und erstreckte sich über die nächsten 20 Jahre. Weiß führte u. a. Max Welckers humoristisches Männerquartett „Stilleben“ (1922), „Das Lied vom Zwetschg’n-Datschi“ op.93.7 und das „Aschauerlied“ auf. Beeinflusst durch die Zusammenarbeit entstanden bis 1936 zahlreiche Humoristika, deren Texte bevorzugt von Maximilian Huber (53 Werke) und dem deutschen Pädagogen und Schriftsteller Joseph Steck (1894–1969) stammten.
Für weitere Verbreitung der Kompositionen Max Welckers über den Rundfunk sorgte das „Welcker-Quartett.“ Es bestand aus Mitgliedern des Kirchenchores St. Max und präsentierte bis in die 1950er Jahre unter der Leitung des Komponisten seine einfallsreiche und volkstümliche Musik.
Nach dem Ersten Weltkrieg gewannen Max Welckers Messkompositionen immer mehr an Bedeutung. 1931 wurde über die kleine, musikalisch recht inhaltsvolle Motette „Alma redemptoris mater“ op.167 berichtet. 1933 dirigierte Max Welcker die Uraufführung seiner „Dreifaltigkeitsmesse“ op.170 für vierstimmigen, gemischten Chor und Orgel. Ebenfalls in Augsburg erklang Max Welckers neue Messe „Missa gloria tibi domine“ op.183. Darüber hinaus schrieb Max Welcker zahlreiche weitere Messkompositionen in deutscher und lateinischer Sprache.
Nach dem Zweiten Weltkrieg entstehen noch ca. 80 Kompositionen die z. T. posthum veröffentlicht wurden.
Max Welcker schrieb insgesamt 610 Werke volkstümlich-spätromantischer Musik für unterschiedlich große Chorbesetzungen, die bei 21 Musikverlagen in Deutschland und der Schweiz veröffentlicht sind. Neben dem breiten Spektrum kirchlicher Kompositionen (u. a. Kirchenlieder, Messkompositionen, Requien, Marienlieder, Weihnachtsmusik) verfasste er weltliche Kompositionen zu verschiedenen Anlässen und zahlreiche Humoristika in deutscher Sprache sowie bayerischem und schwäbischem Dialekt.
Dabei bildete Gebrauchs-Lyrik mit populärer Verständlichkeit die Grundlage für seine Kompositionen. Max Welckers Textautoren stammten mehrheitlich aus der Lehrerschaft (Michael Friedrich Eisenlohr, Joseph Dantonello, Maria Nothofer u. a.), von Schwestern oder Patres verschiedener Ordensgemeinschaften (Englische Fräuleins IBMV, Benediktiner OSB u. a.) oder Literaten (Arthur v. Luckowitz, Cordula Peregrina, Erich Langer u. a.). Zum Teil stammten seine Texte auch aus seiner eigenen Feder.
Max Welcker verfasste zu Lebzeiten zwei eigene Werkverzeichnisse, in denen er alle wichtigen Angaben zu den herausgegebenen Werken bei den verschiedenen Verlagen und die Jahreszahlen der Veröffentlichung notierte.
Nach Max Welckers Tod erschienen posthum noch einige Kompositionen („Maria, Friedenskönigin“ op.206.3, „Immaculata“ op.226 und „Zwei Lieder zur Wallfahrt“) beim Musikverlag Anton Böhm & Sohn Augsburg.
Sein kompositorisches Erbe wurde zunächst von seiner Familie verwaltet. Seit 2001 wird Max Welckers umfangreicher Nachlass (rund 600 Einzeldokumente) im Mittelschwäbischen Heimatmuseum Krumbach aufbewahrt.

## Rezeption
Max Welckers Werke Kompositionen waren zu Lebzeiten in Deutschland, Österreich und der Schweiz populär und weit verbreitet. Einer Statistik zufolge wurden alleine seine lateinischen Messen im ersten Drittel des 20. Jahrhunderts in mindestens 26 österreichischen Gotteshäusern aufgeführt.
Seit den frühen 1920er Jahren arbeitete Welcker mit dem Münchner Humoristen Weiß Ferdl zusammen, der u. a. Max Welckers humoristisches Männerquartett „Stilleben“ (1922), „Das Lied vom Zwetschg’n-Datschi“ op.93.7 und das „Aschauerlied“ aufführte. Der Text des „Aschauerliedes“ stammte von Weiß Ferdl selbst.
Für weitere Verbreitung der Kompositionen Max Welckers über den Rundfunk sorgte das „Welcker-Quartett“ (ursprünglich „Cäcilia-Quartett“). Es bestand aus Mitgliedern des Kirchenchores St. Max und präsentierte bis in die 1950er Jahre die Musik von Max Welcker, der selbst die Einstudierung und Begleitung übernahm.
1978 würdigte der Gesangverein Liederkranz Krumbach Max Welcker in einem Konzert zum 100. Geburtstag. Aus gleichem Anlass spielten Chor und Orchester des Gymnasiums St. Stephan Augsburg mehrere Werke des Komponisten für den Bayerischen Rundfunk ein. Sie wurden zusammen mit einem Porträt über Max Welcker von Franz R. Miller am 17. Dezember 1978 und 25. Januar 1979 im Schwabenspiegel gesendet.
Seine Kompositionen sind auch heute noch im Repertoire zahlreicher Chöre und Ensembles – darunter einfache Kirchenchöre, aber auch Ensembles wie das Renner Ensemble, das Spatzen-Quartett Regensburg oder dimuthea Dresden.
2007 schrieb die Schwäbische Zeitung über seine Johannes-Passion, diese nehme sich „im Vergleich zu den großen Passionen, etwa von Johann Sebastian Bach, [...] im Hinblick auf die Besetzung zwar bescheiden aus, nicht aber [...] was seine Wirkung betrifft.“
2009 wurden erstmalig seine „zweite Deutsche Singmesse zu Ehren des heiligsten Herzen Jesu“ op.85, die „Missa Gloria tibi Domine“ op.183 und „Kurze leichte Messe“ op.193 in einer Dissertation besprochen.
Die meisten Ausgaben seiner Werke befinden sich heute in den Bestandsverzeichnissen der Bayerischen Staatsbibliothek München (574), der Österreichischen Nationalbibliothek Wien (441), der Staats- und Stadtbibliothek Augsburg (416), der Deutschen Nationalbibliothek (262), der Staatlichen Bibliothek Regensburg (244) und der Schweizer Stiftsbibliothek/Musikbibliothek Kloster Einsiedeln (46). Weiterhin sind Max Welckers Kompositionen beim Musikverlag Anton Böhm & Sohn Augsburg und bei der Ruh Musik AG in Adliswil/Schweiz erhältlich.
Auf der offiziellen CD zum Fest der Bayern, einer dreitägigen Veranstaltung des Freistaates Bayern im Juli 2000 in Regensburg anlässlich des Jahrtausendwechsels, stammen 10 der 16 aufgenommenen Kompositionen von Max Welcker.
2018 wurde die Doppel-CD „Lichterglanz vom Himmelszelt“ anlässlich des 200-jährigen Bestehens des Liedes „Stille Nacht! Heilige Nacht!“ in Dresden durch die RSD Musikproduktion Dresden veröffentlicht. Sie enthält 22 deutsche Erstaufnahmen spätromantisch-volkstümlicher Weihnachtsmusik von Max Welcker. Darunter befinden sich mehrere Lieder, in denen der Komponist das Lied „Stille Nacht“ im Kontext zu anderen Melodien verarbeitete. Darüber hinaus erklingt das volkstümliche Lied „Stille Nacht, heilige Nacht“ von Franz Xaver Gruber in einer speziell arrangierten Fassung mit Orgel und Gitarre mit allen sechs Strophen von Joseph Mohr im Original, interpretiert durch das Dresdner Vokalensemble Dimuthea e.V unter der Leitung von Reinhart Gröschel.

## Eigene Kompositionen (Auswahl)

### Stille-Nacht-Verarbeitungen
- op.81.1 Letzte Christnacht: „Sie saßen zusammen am Feste des Herrn“ (Alfons Krämer) und „Stille Nacht“, volkstümlicher Doppelchor, 4+4 Männerstimmen a capella und Violinesolo, Verlag Anton Böhm EdNr. 6037 (1920)
- op.81.2 Heilige Nacht: „Hell schimmerte durch die dunkle Nacht“ (Alfons Krämer) und „Stille Nacht“, Doppelchor 4+4 gemischte Stimmen und Schalmei (Oboe, Klarinette oder Violine) und Klavier (Harmonium), Verlag Anton Böhm EdNr. 6098 (1920)
- op.81.3 Der Weihnacht Lied: „Kommt verträumt ein Lied gegangen“ (Erich Langer) und „Stille Nacht“, volkstümlicher Doppelchor für 3+3 Frauenstimmen mit Klavier (Harmonium), Verlag Anton Böhm EdNr. 6139 (1921)
- Stille Nacht: „O schönstes aller Lieder der heil’gen Weihnachtszeit“ (Joseph Mohr, Max Welcker), Doppelchor, 4+4 Männerstimmen a capella, Musikverlag Ernst Scholing, Stuttgart.
- op.59 Weihnachtslegende: „Stern und Mondenschimmer“ (Max Steiner), gemischter Chor a capella oder Männerchor a capella, Verlag Anton Böhm EdNr. 5773 oder 5774 (1913)
- op.113.3 Weihnacht: „Lichterglanz vom Himmelszelt“ (Hans Sennes), gemischter Chor und Violinesolo oder Männerchor und Violinesolo, Verlag Anton Böhm EdNr. 6774 oder 6752 (1927)

### Sonstige weihnachtliche Werke
- op.96 Deutsche Adventmesse für 3stg. Frauenchor mit Orgel, Verlag Anton Böhm EdNr. 6302
- op.159,1 Das Weihnachtsevangelium nach Lukas, Sopran + Baritonsolo gemischter Chor + Orgel oder Männerchor + Orgel, Verlag Anton Böhm EdNr. 7723 (1931)
- op.180 Der Heiland ist nah! Vier Lieder für die Adventszeit, 2 - 3stg Frauenchor mit Orgel (Harmonium), Verlag Anton Böhm EdNr. 8369 (1935)
- Deutsche Weihnachtsmesse, Verwendung von alten Weihnachtsliedern für gemischten Chor + Violine oder 2 - 3 stg Frauenchor + Orgel (Harmonium), Verlag Anton Böhm EdNr. 8370/8371(1936)
- O du fröhliche, o du selige, Sizilianische Volksweise für gemischten Chor OCLC 165420945 Verlag Anton Böhm EdNr. 9201

### Messen
- op.30c Leicht ausführbare deutsche Messgesänge O Vater voll Erbarmen, (F. Werner), 3 stg Frauenchor + Orgel (Harmonium), Verlag Anton Böhm EdNr. 5599 (1912)
- op.75 Deutscher Messgesang für das Volk für einstimmigen Chor + Orgel (Harmonium), Verlag Anton Böhm EdNr. 5993 (1918)
- op.85 Zweite deutsche Singmesse zu Ehren des heiligsten Herzens Jesu für einstimmigen Chor mit Orgel- oder Harmonium-Begleitung (1920)
- op.86 Dritte Deutsche Singmesse für einstimmigen Chor + Orgel (Harmonium), Verlag Anton Böhm EdNr. 6070 (1920)
- op.96 Deutsche Adventmesse für 3stimm. Frauenchor mit Orgel
- op.100 Deutsche Messgesänge Herr, zu dir, starker Gott (Gottfried Eugen Karch) für 1-2 stg Chor + Orgel oder 4 stg Chor + Orgel, Verlag Anton Böhm EdNr. 6341 (1925)
- op.106 Requiem für einstimmigen Chor/Solo und Orgel
- op.155 Zweites Requiem mit Libera für vierstimmigen gemischten Chor a cappella, Verlag Anton Böhm OCLC 165421004
- op.166 Deutsche Herz-Jesu-Messe Wir knie’n in Demut (M.Benigna Kirmaier I.B.M.V.), für
  - a) gemischten Chor a capella EdNr. 8050, Verlag Anton Böhm (1933)
  - b) Männerchor a capella EdNr. 8051, Verlag Anton Böhm (1933)
  - c) 3 stg Frauenchor + Orgel EdNr. 8052, Verlag Anton Böhm (1933)
- op.178 Deutsche Messe (mit Gebeten) zu Ehren der Allerheiligsten Jungfrau Maria (M. Benigna Kirmaier I.B.M.V.),
  - a) 4 stg gemischter Chor a capella EdNr. 8305, Verlag Anton Böhm (1935)
  - b) 4 stg Männerchor a capella EdNr. 8306, Verlag Anton Böhm (1935)
  - c) 3 stg Frauenchor+Orgel EdNr. 8307, Verlag Anton Böhm (1935)
- op.183 Missa Gloria Tibi Domine für 4 stg gemischten Chor + Orgel (Streichquintett), Verlag Anton Böhm EdNr. 8478 (1937)
- op.187 Vierte Volkssingmesse: Den König, der da nahen soll (Sr. Maria Stanislaus Steven), O.S.B für 1 stg Chor + Orgel (Harmonium), Verlag Anton Böhm EdNr. 8766 OCLC 165421120 (1938)
- op.190 Deutsche Fastenmesse: Zu Dir, o Herr, erheb ich meine Stimme (M. Benigna Kirmaier I.B.M.V.), für
  - a) 4 stg gemischter Chor a capella EdNr. 8988, Verlag Anton Böhm (1939)
  - b) 3 stg Frauenchor + Orgel EdNr. 8989, Verlag Anton Böhm (1939)
- op.193 Kurze, leichte lateinische Messe für Sopran, Alt (eine Männerstimme ad lib.) und Orgel, Verlag Anton Böhm EdNr. 9119 (1940)
- op.196 Altöttinger Singmesse: Herr, an des Altares Stufen (Michael Friedrich Eisenlohr), für einstimmigen Chor + Orgel, Verlag Anton Böhm EdNr. 9149 (1940)
- op.199 Missa Ite ad Joseph. Kurze, leichte Messe für Sopran + Alt (Tenor + Bass ad lib.) + Orgel, Verlag Anton Böhm EdNr. 9342 (1942)
- op.205 Bauernmesse O Herr, ich trete zum Altar (Cäc. Ullmann, Karl Blaumeiser),
  - a) für 1-2 stg Volksgesang + Orgel EdNr. 9483 (1931)
  - b) gemischter Chor a capella, EdNr. 9788, Verlag Anton Böhm (1953)

### Sonstige geistliche Werke
- op.11 Gesang zu einem Priesterjubiläum, Verlag Anton Böhm EdNr. 5350 (a+b), 6056 (c)
  - a) für gemischten Chor,
  - b) Männerchor,
  - c) 3 stg Frauenchor+Klavier (Orgel)
- op.26, Nr. 2c Hört ihr das Brausen (aus Zum hochheiligen Pfingstfeste, 3 Lieder) für 3 stg Frauenchor+Orgel (Harmonium), Verlag Anton Böhm EdNr. 7647 (1931)
- op.73.3a Sechs Lieder für die Fastenzeit und Charwoche (Arthur von Luckowitz) für gemischten Chor, Verlag Anton Böhm EdNr. 6055 (1919)
- op.79.11b Am Feste des Kirchenpatrons (Patrozinium) für Männerchor, Verlag Anton Böhm EdNr. 6612 OCLC 165420086 (1926)
- op.102 Zwei Lieder zum heiligen Joseph,
  - a) gemischter Chor, Verlag Anton Böhm EdNr. 6416 (1924)
  - b) Männerchor, Verlag Anton Böhm EdNr. 6422 (1924)
  - c) 3 stg Frauenchor + Orgel, Verlag Anton Böhm EdNr. 6431 (1924)
- op.106 Requiem für 1 stg Kinderchor (mittlere Stimme) + Orgel, Verlag Anton Böhm EdNr. 6430 (1924)
- op.125 Marienfreud, Marienleid, ein Blumenkranz der Gottesmaid, Kantate nach den freudenreichen Geheimnissen des heiligen Rosenkranzes für Soli und dreistimmigen Frauenchor mit Harmonium-Begleitung, Deklamation und lebenden Bildern nach deutschen Meistern, (M. Xaveria Geßel, I.B.M.V.), Verlag Anton Böhm EdNr. 6795 OCLC 165420827 (1926)
- op.126.1a Zum Christkönigsfest: Christus König, hoch in Ehren!, (Joh.B.Föhr) für gemischten Chor a capella, Verlag Anton Böhm EdNr. 6831 OCLC 165420165 (1927)
- op.133 Jungfrau, Mutter, Königin, acht deutsche Marienlieder für gemischten Chor a cappella, Verlag Anton Böhm Ed.Nr. 7096 + 7097 OCLC 642803107 (1929)
- op.138 Zur Papst-Feier: Eine Barke streicht in stiller Ruh, (M. Xaveria Gessel I.B.M.V.), Verlag Anton Böhm (1929)
  - a) gemischter Chor + Klavier EdNr. 7178,
  - b) Männerchor + Klavier EdNr. 7179,
  - c) 2-3 stg Frauenchor + Klavier EdNr .7180 OCLC 165421353
- op.139 Deutsche Passion nach Johannes für gemischten Chor (Editio Vaticana, Bearb. M.Xaveria Gessel I.B.M.V.), Verlag Anton Böhm (1929)
  - a) Choralstimmen + gemischter Chor EdNr. 7273,
  - b) Choralstimmen + Männerchor EdNr. 7274
- op.148 Zur Trauung, vier Lieder für drei Oberstimmen (3. Stimme ad lib.)+Orgel, Verlag Anton Böhm EdNr.7458 (1),7459 (2),7460 (3),7514+7515 (4) OCLC 642803122 (1930)
- op.150 Kleine Caecilien-Kantate für Deklamation, Soli, Chor + Klavier (M. Xaveria Bessel, I.B.M.V.), Verlag Anton Böhm EdNr. 7516 (gemischter Chor),7517 (Männerchor), 7518 (3 stg Frauenchor) OCLC 734099135
- op.152 Feierliches Osterlied. Die Ostersonne stieg empor für gemischten Chor bzw. Männerchor oder 3stg Frauenchor + Orgel (Orchester), (M. Benigna Kirmaier I.B.M.V.) (1931), Verlag Anton Böhm EdNr. 7285 OCLC 165420323 (1930)
- op.155 Zweites Requiem mit Libera für 4 stg gemischten Chor a capella, Verlag Anton Böhm EdNr. 7696 OCLC 165421004 (1931)
- op.158,3a Zum heiligen Bruder Konrad aus Parzham: Ein Jubellied laßt froh erschallen. (M. Benigna Kirmaier I.B.M.V.) für gemischten Chor a capella, Verlag Anton Böhm EdNr. 8211OCLC 165421285 (1934)
- op.161 Nr. 2a Primizlied Ein Priesterherz ist Jesu Herz für 4 stg gemischten Chor a capella, Verlag Anton Böhm EdNr. 7996 (1932)
- op.173 Zwei deutsche Gesänge zur Profeßablegung und Einkleidung (Sr. Elisabeth OSF) für 2-3stg Frauenchor + Orgel (Harmonium, Klavier), Verlag Anton Böhm EdNr. 8146 OCLC 165420466 (1933)
- op.201 Zum Priestersamstag und zu allen Priesterfeiern. Heiland ew’ger Hirt der Seelen (M. Benigna Kirmaier I.B.M.V.) (1950/51)
  - a) 4 stg gemischten Chor a capella,
  - b) 3 stg Frauenchor+Orgel, Verlag Anton Böhm EdNr. 9429
- op.202 Herz Mariä, sei gegrüsst! (Sr.Celine C.S.J.), Verlag Anton Böhm EdNr. 9428 OCLC 165420552 (1950/51)
  - a) 4 stg gemischter Chor a capella,
  - b) s stg Frauenchor+Orgel
- op.217,1 Vor dir, o Gott, mit Herz und Mund, Hochzeitsgesang für mittlere Solostimme + Orgel, Verlag Anton Böhm EdNr. 9637 (1952)
- Der große Rabbi von Israel. Biblisches Schauspiel aus der Zeit Jesu Christi, Musik + 60 Seiten Text (M. Xaveria Geßel), für Frauenchor + Klavier, Verlag Anton Böhm EdNr. 6648 (1927)
- Ave Maria Es will das Licht des Tages scheiden (Karl May) für Tenorsolo und Männerchor a capella, aus Mairosen Heft 22 Nr. 17, Verlag Anton Böhm EdNr. 7229 (1929)
- Die wichtigsten neuen Responsorien zum Hochamt, Requiem, zur Vesper, Litanei usw., nach der Editio Vaticana zusammengestellt und harmonisiert von Max Welcker, für gemischten Chor + Orgel, Verlag Anton Böhm EdNr. 6958 (1928)
- Die vier Choralcredo nach der Editio Vaticana in leichter Harmonisierung für gemischten Chor + Orgel, Verlag Anton Böhm EdNr. 714 (1929)

### Weltliche Kompositionen
- op.12 Zu einem Lehrerjubiläum (auch zur Namens- und Geburtsfestfeier zu verwenden), Verlag Anton Böhm (1907)
  - a) Männerchor a capella EdNr.5351,
  - b) gemischter Chor a capella EdNr.5351,
  - c) 3 stg Frauenchor+Klavier (Orgel) EdNr. 6057
- op.67 Zwei Gesänge zum Begräbnis eines Kriegers (Max Steiner) für gemischten Chor oder Männerchor, Verlag Anton Böhm 5902
  - op. 67/1 Rot wie Blut die Abendsonne
  - op. 67/2 Klagend tönt der Trauerglocke Stimme
- op.93/1 Puppenwalzer (Maximilian Huber) für 3 Singstimmen+Klavier, Verlag Anton Böhm EdNr. 6151 (1921)
- op.93/4 Die Drei von der letzten Bank: Mir Drei san zu bedauern (Maximilian Huber), für 3 Singstimmen und Klavier, Verlag Anton Böhm EdNr. 6154 (1921)
- op.93/7a Das Lied vom Zwetschg’ndatschi (Maximilian Huber), für Männerchor und Klavier, Verlag Anton Böhm EdNr. 6304 (1921)
- op.93/9 Knödel-Lied (Joseph Steck), für 3 Singstimmen + Klavier, Verlag Anton Böhm EdNr. 6659 (1927)
- op.112/3 Ein Lob dem Gerstensaft (Maximilian Huber), für Männerchor + Klavier, Verlag Anton Böhm EdNr. 8136 (1933)
- op.112/5 Ein Lob der Weißwurst (Maximilian Huber), für Männerchor a capella, Verlag Anton Böhm EdNr. 8283 (1934)
- op.114/4 Der Maßkrug (Maximilian Huber), für Männerchor a capella, Verlag Anton Böhm EdNr. 6502 (1926)
- op.114/5 Der ganze Himmel lacht dazu, ein heiteres Lied vom Kirchenchor (Maximilian Huber), für 4 stg gemischten Chor a capella, Verlag Anton Böhm EdNr. 6505 (1926)
- op.114/7 Das Lied vom Schnupftabak (Hans Sennes), für 2 Singstimmen + Klavier, Verlag Anton Böhm EdNr. 6617 (1926)
- op.120/5 Die zwei Dummköpf (Richard Meisl), humoristische Szene für zwei gleiche Singstimmen + Klavier, Verlag Anton Böhm EdNr. 6731 OCLC 760130002 (1926)
- op.124/8 Die 2 Ratschkath'ln (Maximilian Huber), für 2 Frauenstimmen + Klavier, Verlag Anton Böhm EdNr. 7035 (1928)
- op.130/5 Das Regenschirm-Quartett (Joseph Steck) für 4 Männerstimmen a capella, Verlag Anton Böhm EdNr.7089
- op.130/12 Der Leberkas (Maximilian Huber),
  - a) für 4 gemischte Stimmen + Klavier, Verlag Anton Böhm EdNr. 7899 (1932)
  - b) für 4 Männerstimmen+Klavier, Verlag Anton Böhm EdNr. 7900 (1932)
- op.132/1 Unser Mariandl. (M. Bernardine Preis I.B.M.V.), Schwank in einem Aufzug, Verlag Anton Böhm EdNr. 7065 (1929)
- op.149/6 Die fidelen Schnapsbrüder (Fr.Cl.B.) für 2 Singstimmen + Klavier, Verlag Anton Böhm EdNr. 8137 (1933)
- op.207 Unser G’sangsverein für 4 Männerstimmen, Verlag Anton Böhm EdNr. 9480 (1951)
- op.211/3 Die lustigen Drei (Maximilian Huber), heiteres Terzett für drei Frauen- oder Knabenstimmen + Klavier, Verlag Anton Böhm EdNr. 9817 OCLC 724551685 (1953)
- Der Pech-Jackl. Heiteres Sololied + Klavier, Verlag Franz Feuchtinger Regensburg (1930)
- Krumbacher Heimatlied:Es liegt ein stilles Tal. (Therese Riederle) für Männerchor a capella (1950)
- Knödel-Quartett. (Maximilian Huber) für 4 Männerstimmen, Verlag Valentin Höfling München OCLC 165420672 (1929)
- Die lustigen Schwammerling (Emil Vierlinger,H.Hoefer), Sing + Tanzspiel für 2 Singstimmen+Klavier, Verlag Valentin Höfling, München (1950)
- Küchen-Duett (Maximilian Huber), kleines Scherzspiel für zwei Mädchenstimmen + Klavier, Verlag Valentin Höfling, München OCLC 165420686 (1936)
- Schulschluss, ein Lied für Kinder, 1-2stg Gesang + Klavier, Verlag Valentin Höfling, München OCLC 165421032 (1950)

## Bearbeitungen
- Franz Abt: Waldandacht op. 175/2 für
  - a) Männerchor EdNr. 9547, (2001)
  - b) gemischter Chor EdNr 9548, Verlag Anton Böhm (1999)
- Lateinische Gesänge alter Meister, darin:
  - Nr.4 Caspar Ett: Laudate dominum für 4 stg Männerchor, Verlag Anton Böhm EdNr. 6596 OCLC 165629804 (1926)
  - Nr.5 Karl Kempter: Hodie Christus natus est op.25, Pastoral-Graduale 4 stg + Orgel oder Instrumentalbegleitung, Verlag Anton Böhm EdNr. 6597 OCLC 165718202 (1926)
  - Nr.7 Wolfgang Amadeus Mozart: Ave verum corpus KV 618 für Männerchor, Verlag Anton Böhm EdNr. 6599
  - Nr.8 Joseph Schnabel: Transeamus usque Bethlehem,Jubelgesang für die Heilige Christnacht mit lateinischem und deutschem Text zu singen,
    - a) für Basssolo (Sopransolo) + Orgel (Orchester)
    - b) Männerchor EdNr. 6600,
    - c) 3 stg Frauenchor EdNr. 9346, Verlag Anton Böhm (1926)

- August Eduard Grell: Herr, deine Güte reicht so weit, für 2-3 stg Frauenchor + Orgel (Harmonium), Verlag Anton Böhm EdNr. 9161 (1948)
- Georg Friedrich Händel: Halleluja aus Der Messias (HWV 6) für 3 stg Frauenchor + Orgel (Streichorchester ad lib.), Verlag Anton Böhm EdNr. 9754 (2013)
- Joseph Haydn: Mariazellermesse,missa celensis Hob. 22:5 für Soli, gemischten Chor,Orgel+Orchester, Verlag Anton Böhm EdNr. 6323 OCLC 1085241255 (1930)
- Wolfgang Amadeus Mozart: Alleluja aus der Motette Exsultate, jubilate für Sopran+Orgel KV 165, Verlag Anton Böhm EdNr. 09138 (2013)
- Felix Mendelssohn Bartholdy: Engel-Terzett Hebe deine Augen auf aus dem Oratorium Elias op. 70 / MWV A 25 für 3 stg Frauenchor+ Harmonium (Orgel), Verlag Anton Böhm EdNr. 6130 (1949)
- Joseph Gabriel Rheinberger: Messe op. 151A für 4 stg Männerchor, Verlag Anton Böhm EdNr. 8926 (1937)
- Franz Schubert: Deutsche Messe D 872,6 Ausgaben für gemischten Chor, Männerchor, 3 stg Frauenchor (+Orgel), einstimmigen Chor, 2 stg Volksgesang + Orgel, Verlag Anton Böhm
- Franz Schubert: Messe G-Dur, komponiert 1815, 4 stg gemischter Chor, 2 Violinen, Viola, Bass, Orgel, 2 nicht obligate Trompeten u. Pauken, Verlag Anton Böhm EdNr. 6178 OCLC 231527277

## Herausgeberschaft
- Franz Abt: Waldandacht op. 175/2B
- Caspar Ett: Auferstehungs-Chor Ad resurrectionem Domini Attollite portas (1949)
- Caspar Ett: Laudate dominum für vierstimmigen Männerchor OCLC 165629804[Digitalisat 1]
- Caspar Ett: Requiem und Libera in Es für vierstimmigen Männerchor und vier Blechinstrumente ad lib.
- August Eduard Grell: Herr, deine Güte reicht so weit (1948)
- Georg Friedrich Händel: Halleluja aus Der Messias (HWV 6) für Frauenchor SSA und Orgel oder Klavier
- Joseph Haydn: Mariazellermesse, Cacilienmesse Hob. 22:5, Klavier und Orgelauszug, verlegt bei Anton Böhm Sohn OCLC 1085241255
- Michael Haydn: Deutsche Messgesänge
- Karl Kempter: Hodie Christus natus est, Pastoral-Graduale auch mit Orgel- oder Instrumentalbegleitung op. 25, verlegt bei Böhm in Augsburg OCLC 165718202
- Felix Mendelssohn Bartholdy: Engel-Terzett Hebe deine Augen auf aus dem Oratorium Elias op. 70 / MWV A 25
- Wolfgang Amadeus Mozart: Ave verum corpus KV 618 für Frauenchor SSA und Orgel bzw. für vierstimmigen Männerchor
- Wolfgang Amadeus Mozart: Alleluja aus der Motette Exsultate, jubilate für Sopran und Orgelbegleitung KV 165
- Joseph Gabriel Rheinberger: Messe op. 151a
- Joseph Schnabel: Transeamus usque Bethlehem
- Franz Schubert: Deutsche Messe (verschiedene Ausgaben)
- Franz Schubert: Messe G-Dur, komponiert 1815 für 4 Singstimmen, 2 Violinen, Viola, Bass, Orgel, 2 nicht obligate Trompeten u. Pauken, Böhm, Augsburg und Wien OCLC 231527277
- Franz Schubert: Du bist die Ruh op. 59/3 für Frauenchor SSAA
- Friedrich Silcher: So nimm denn meine Hände
- Vergiß mein nicht!, 10 Marienlieder, 2 Hefte für 2-3 stg Frauenchor + Orgel (Harmonium). Die Ausgabe enthält Werke von Franz Abt, Johann Kaspar Aiblinger, Johannes Brahms, Anton Bruckner, Josef Gruber, Ferd. Habel, Ch.S. Kagerer, Karl Koch und Max Welcker, Verlag Anton Böhm EdNr.6965+6966 OCLC 642802327 (1928)
- 13 Offertorien, 4 Hefte für Männerchor. Die Ausgabe enthält Werke von Thomas Hagedorn,Carl Frey, Joseph Dantonello,Josef Gruber,Eduard Lerch,Joseph Funk, Deschermeier,Max Welcker, Verlag Anton Böhm EdNr. 6709, 6710, 6711, 6712 (1927)
- Lobsinget dem Herzen Jesu! 8 Herz Jesu Lieder, 2 Hefte für 2-3 stg Frauenchor + Orgel. Die Ausgabe enthält Werke von F. X. Engelhart, Anton Faist, Max Welcker, Verlag Anton Böhm EdNr. 6329, 6330 (1924)

## Ehrungen
In Krumbach ist seit 1972 der Max-Welcker-Weg nach ihm benannt.

## Diskographie
- Spatzen-Quartett Regensburg: Das Fest der Bayern – Bayerische Schmankerln a-capella, Regensburg 2000
- dimuthea - Die Musiktheatralischen: Lichterglanz vom Himmelszelt, Dresden 2018 (30 deutsche Weihnachtslieder, darunter "Stille Nacht! Heilige Nacht" mit allen 6 Strophen)[6]

## Digitalisate
1. ↑  Caspar Ett: Laudate dominum für vierstimmigen Männerchor als Digitalisat in der Bayerischen Staatsbibliothek.